# Astrantia ossica
Astrantia ossica är en växtart i släktet stjärnflockor och familjen flockblommiga växter. Den beskrevs av Jurij Nikolajevitj Voronov.
Arten är perenn och förekommer i Kaukasus.